# IJslands referendum drankverbod 1933
Het referendum over de opheffing van het drankverbod werd gehouden in IJsland op 21 oktober 1933. Kiezers werd gevraagd of zij instemde met de opheffing van het verbod op import van alcohol. En dus het referendum van 1908 moest worden teruggedraaid. Het werd goedgekeurd met 57,7%.

## Resultaten
| Keuze                     | Stemmen | %    |
| ------------------------- | ------- | ---- |
| Voor                      | 15.866  | 57,7 |
| Tegen                     | 11.625  | 42,3 |
| Ongeldige stemmen/ blanco | 672     | -    |
| Totaal                    | 28.163  |      |
| Kiesgerechtigde/opkomst   | 62.122  | 45,3 |